# Бреславець Григорій Іванович
Григо́рій Іва́нович Бресла́вець (1917—2001) — радянський військовик, учасник Другої світової війни, почесний громадянин Бердичева.

## Життєпис
Народився 1917 року у місті Валки Харківської губернії в селянській родині.
Учасник німецько-радянської війни. У грудні 1943 — січні 1944 року в складі 44-ї гвардійської танкової бригади брав участь у боях за Бердичів. Григорій Бреславець очолював танкову групу, яка 31 грудня 1943-го підтримувала вогнем бойові дії танкових батальйонів під керунком майора Петра Орєхова та капітана Олексія Карабанова. Бреславцю було наказано прорватися до оточених батальйонів, дві спроби виявилися невдалими, було втрачено кілька танків.
По закінченні війни проходив військову службу в 52-у окремому учбовому танковому полку, що розміщувався у Бердичеві. Звільнившись в запас, тривалий час працював у Бердичівському міському військкоматі.
Помер у Бердичеві 20 жовтня 2001 року, похований в селі Чернещина Краснокутського району Харківської області.

### Нагороди та вшанування
- 2 ордени Червоної Зірки
- 2 ордени Вітчизняної війни
- медаль «100 років Леніну»
- інші медалі
- почесний громадянин Бердичева (рішення міської ради від 24 грудня 1998 року)